# Way Down We Go
"Way Down We Go" is een nummer van de IJslandse band Kaleo. Het nummer verscheen op hun album A/B uit 2016. Op 7 augustus 2015 werd het nummer uitgebracht als de tweede single van het album.

## Achtergrond
"Way Down We Go" is geschreven door zanger JJ Julius Son en geproduceerd door de band in samenwerking met Mike Crossey. Het nummer verkreeg bekendheid vanwege het vele gebruik in verschillende media. Zo werd het gebruikt in de film Collateral Beauty, de trailer van de film Logan, de trailer van het vierde seizoen van Orange Is the New Black, de televisieseries Suits, Supergirl, The Blacklist, Notorious, Lucifer, Grey's Anatomy, Teen Wolf, Blindspot, Eyewitness, Frequency en The Vampire Diaries. Daarnaast werd het gebruikt in een aantal commercials en in het computerspel FIFA 16.
"Way Down We Go" werd een wereldwijde hit. In Griekenland en Rusland werd de nummer 1-positie behaald. Ook in onder anderen Duitsland, Oostenrijk en Zwitserland werd het een top 10-hit. In het Verenigd Koninkrijk behaalde het de hitlijsten niet, maar in de Verenigde Staten kwam het wel in de Billboard Hot 100 terecht, met plaats 54 als de hoogste notering. Daarnaast werd het in dit land een nummer 1-hit in de Alternative Songs- en Rock Airplay-lijsten. In Nederland werden zowel de Top 40 als de Single Top 100 niet gehaald, maar kwam het in 2017 wel in de Radio 2 Top 2000 terecht. In Vlaanderen behaalde de single de achtste plaats in de Ultratop 50. In de magmakamer van de slapende IJslandse vulkaan Þríhnúkagígur werd een liveversie van het nummer opgenomen.

## NPO Radio 2 Top 2000
| Nummer met noteringen in de NPO Radio 2 Top 2000 | '17  | '18  | '19  | '20  | '21  | '22  | '23  | '24  |
| ------------------------------------------------ | ---- | ---- | ---- | ---- | ---- | ---- | ---- | ---- |
| Way Down We Go                                   | 1877 | 1725 | 1811 | 1584 | 1185 | 1077 | 1088 | 1149 |

1. ↑  Een vetgedrukt getal geeft de hoogste notering aan.
2. ↑  2017 was het eerste jaar met een notering voor dit nummer.